# UEFA Women's Champions League 2021-2022 - Qualificazioni
Questa voce raccoglie un approfondimento sulle gare del turno preliminare di qualificazione dell'edizione 2021-2022 della UEFA Women's Champions League.

## Formato
L'edizione 2021-2022 segna il cambio di formato della competizione, includendo per la prima volta una fase a gironi con partite di andata e ritorno. Come nell'edizione 2020-2021 la fase di qualificazione è stata organizzata su due turni. I due turni di qualificazione sono stati suddivisi su due percorsi, uno per le squadre vincitrici dei rispettivi campionati nazionali (percorso Campioni) e l'altro per le squadre piazzatesi al secondo o terzo posto nei rispettivi campionati nazionali (percorso Piazzate). Al primo turno prendono parte 43 squadre nel percorso Campioni e 16 squadre nel percorso Piazzate. Nel percorso Campioni del primo turno le squadre sono state suddivise in 11 minitornei, dieci dei quali composti da quattro squadre, mentre uno da tre squadre. Le squadre si affrontano in gare secche di semifinali e finale; le vincitrici degli 11 minitornei accedono al secondo turno, dove entrano altre tre squadre ammesse direttamente al secondo turno. Nel secondo turno le 14 squadre del percorso Campioni si affrontano in partite di andata e ritorno e le 7 vincitrici sono ammesse alla fase a gironi. Nel percorso Piazzate del primo turno le squadre sono state suddivise in 4 minitornei composti da quattro squadre ciascuno. Le squadre si affrontano in gare secche di semifinali e finale; le vincitrici dei 4 minitornei accedono al secondo turno, dove entrano altre sei squadre ammesse direttamente al secondo turno. Nel secondo turno le 10 squadre del percorso Piazzate si affrontano in partite di andata e ritorno e le 5 vincitrici sono ammesse alla fase a gironi.

## Squadre partecipanti
Alle qualificazioni hanno avuto accesso complessivamente 68 delle 72 squadre iscritte al torneo, delle quali 46 squadre vincitrici del rispettivo campionato nazionale, inserite nel percorso Campioni, e 22 squadre piazzatesi al secondo o terzo posto nel rispettivo campionato nazionale e appartenenti alle federazioni classificate dal 1º al 16º posto nel ranking UEFA.
| Legenda                                                         | Legenda |
| --------------------------------------------------------------- | ------- |
| I club vincitori del secondo turno avanzano alla fase a gironi. |         |
| Club sconfitti nel secondo turno.                               |         |
| Club sconfitti nella finale del primo turno.                    |         |
| Club sconfitti nella semifinale del primo turno.                |         |

| Squadre         | Coeff    |
| Campioni        | Campioni |
| --------------- | -------- |
| Sparta Praga    | 35,300   |
| Häcken          | 16,100   |
| HB Køge         | 6,900    |
| Piazzate        |          |
| Olympique Lione | 124,400  |
| Wolfsburg       | 97,100   |
| Manchester City | 79,700   |
| Slavia Praga    | 52,300   |
| Rosengård       | 49,100   |
| Real Madrid     | 12,800   |

| Squadre            | Coeff    |
| Campioni           | Campioni |
| ------------------ | -------- |
| BIIK Kazygurt      | 36,700   |
| Glasgow City       | 33,600   |
| St. Pölten         | 28,000   |
| Twente             | 20,000   |
| Gintra             | 18,600   |
| Spartak Subotica   | 17,400   |
| Breiðablik         | 17,000   |
| Juventus           | 15,200   |
| SFK 2000           | 14,400   |
| Apollōn Lemesou    | 14,200   |
| U Olimpia Cluj     | 12,000   |
| Vllaznia           | 10,800   |
| Anderlecht         | 10,300   |
| Vålerenga          | 9,800    |
| Žytlobud-1 Charkiv | 9,100    |
| Ferencváros        | 8,300    |
| Servette Chênois   | 7,600    |
| Pomurje            | 7,400    |
| PAOK               | 7,000    |
| Osijek             | 6,400    |

| Squadre                | Coeff    |
| Campioni               | Campioni |
| ---------------------- | -------- |
| Benfica                | 5,600    |
| CSKA Mosca             | 5,500    |
| NSA Sofia              | 5,400    |
| Mitrovica              | 5,000    |
| Slovan Bratislava      | 5,000    |
| Breznica               | 4,800    |
| Dinamo-BDU Minsk       | 4,200    |
| KÍ Klaksvík            | 3,600    |
| Beşiktaş               | 3,500    |
| Flora Tallinn          | 2,900    |
| Czarni Sosnowiec       | 2,900    |
| Peamount United        | 2,300    |
| Kiryat Gat             | 2,000    |
| Swansea City           | 1,900    |
| Birkirkara             | 1,800    |
| Åland United           | 1,700    |
| Agarista-ȘS Anenii Noi | 1,300    |
| Rīgas FS               | 1,200    |
| Kamenica Sasa          | 1,200    |
| RFCU Lussemburgo       | 1,200    |

| Squadre           | Coeff    |
| Campioni          | Campioni |
| ----------------- | -------- |
| Nike Tbilisi      | 0,600    |
| Glentoran         | 0,400    |
| Hayasa            | 0,200    |
| Piazzate          |          |
| Brøndby           | 41,900   |
| Zurigo            | 30,600   |
| Arsenal           | 27,700   |
| FK Minsk          | 25,200   |
| Bordeaux          | 18,400   |
| Hoffenheim        | 15,100   |
| Levante           | 12,800   |
| PSV               | 9,000    |
| Kristianstads DFF | 8,100    |
| Slovácko          | 7,300    |
| Valur             | 7,000    |
| Oqjetpes          | 6,700    |
| Milan             | 5,200    |
| Rosenborg         | 4,800    |
| Celtic            | 4,600    |
| Lokomotiv Mosca   | 3,500    |

## Primo turno

### Sorteggio
Il sorteggio per il primo turno di qualificazione si è tenuto a Nyon il 2 luglio 2021.
| Gruppo 1                      | Gruppo 1                     | Gruppo 2                   | Gruppo 2                      | Gruppo 3             | Gruppo 3                      | Gruppo 4            | Gruppo 4                    |
| Teste di serie                | Non teste di serie           | Teste di serie             | Non teste di serie            | Teste di serie       | Non teste di serie            | Teste di serie      | Non teste di serie          |
| ----------------------------- | ---------------------------- | -------------------------- | ----------------------------- | -------------------- | ----------------------------- | ------------------- | --------------------------- |
| Gintra Breidablik             | KÍ Klaksvík Flora Tallinn    | BIIK Kazygurt Glasgow City | Slovan Bratislava Birkirkara  | Anderlecht Osijek    | Breznica Hayasa               | SFK 2000 Benfica    | Kiryat Gat RFCU Lussemburgo |
| Gruppo 5                      | Gruppo 5                     | Gruppo 6                   | Gruppo 6                      | Gruppo 7             | Gruppo 7                      | Gruppo 8            | Gruppo 8                    |
| Teste di serie                | Non teste di serie           | Teste di serie             | Non teste di serie            | Teste di serie       | Non teste di serie            | Teste di serie      | Non teste di serie          |
| Olimpia Cluj Servette Chênois | Åland United Glentoran       | Apollōn Lemesou CSKA Mosca | Dinamo-BDU Minsk Swansea City | Vålerenga PAOK       | Mitrovica Agarista Anenii Noi | St. Pölten Juventus | Beşiktaş Kamenica Sasa      |
| Gruppo 9                      | Gruppo 9                     | Gruppo 10                  | Gruppo 10                     | Gruppo 11            | Gruppo 11                     |                     |                             |
| Teste di serie                | Non teste di serie           | Teste di serie             | Non teste di serie            | Teste di serie       | Non teste di serie            |                     |                             |
| Twente Spartak Subotica       | Peamount United Nike Tbilisi | Žytlobud-1 Charkiv Pomurje | NSA Sofia Rīgas FS            | Vllaznia Ferencváros | Czarni Sosnowiec              |                     |                             |

| Gruppo 1          | Gruppo 1           | Gruppo 2         | Gruppo 2              | Gruppo 3         | Gruppo 3           | Gruppo 4       | Gruppo 4                 |
| Teste di serie    | Non teste di serie | Teste di serie   | Non teste di serie    | Teste di serie   | Non teste di serie | Teste di serie | Non teste di serie       |
| ----------------- | ------------------ | ---------------- | --------------------- | ---------------- | ------------------ | -------------- | ------------------------ |
| Zurigo Hoffenheim | Valur Milan        | Brøndby Bordeaux | Kristianstad Slovácko | FK Minsk Levante | Rosenborg Celtic   | Arsenal PSV    | Oqjetpes Lokomotiv Mosca |

### Semifinali
Le partite si disputano in gara unica il 18 agosto 2021.

#### Risultati
| Squadra 1          | Risultato   | Squadra 2              |
| Campioni           | Campioni    | Campioni               |
| ------------------ | ----------- | ---------------------- |
| Breiðablik         | 7 - 0       | KÍ Klaksvík            |
| Gintra             | 2 - 0       | Flora Tallinn          |
| Glasgow City       | 3 - 0       | Birkirkara             |
| BIIK Kazygurt      | 4 - 0       | Slovan Bratislava      |
| Anderlecht         | 3 - 0       | Hayasa                 |
| Osijek             | 5 - 0       | Breznica               |
| SFK 2000           | 0 - 1       | RFCU Lussemburgo       |
| Benfica            | 4 - 0       | Kiryat Gat             |
| U Olimpia Cluj     | 0 - 4       | Åland United           |
| Servette Chênois   | 1 - 0       | Glentoran              |
| CSKA Mosca         | 4 - 1 (dts) | Swansea City           |
| Apollōn Lemesou    | 2 - 0 (dts) | Dinamo-BDU Minsk       |
| PAOK               | 6 - 0       | Agarista-ȘS Anenii Noi |
| Vålerenga          | 5 - 0       | Mitrovica              |
| Juventus           | 12 - 0      | Kamenica Sasa          |
| St. Pölten         | 7 - 0       | Beşiktaş               |
| Twente             | 9 - 0       | Nike Tbilisi           |
| Spartak Subotica   | 5 - 2       | Peamount United        |
| Žytlobud-1 Charkiv | 5 - 1       | NSA Sofia              |
| Pomurje            | 6 - 1       | Rīgas FS               |
| Ferencváros        | 2 - 1       | Czarni Sosnowiec       |
| Vllaznia           | bye         |                        |
| Piazzate           |             |                        |
| Hoffenheim         | 1 - 0       | Valur                  |
| Zurigo             | 1 - 2       | Milan                  |
| Brøndby            | 0 - 1       | Kristianstads DFF      |
| Bordeaux           | 2 - 1       | Slovácko               |
| Levante            | 2 - 1       | Celtic                 |
| FK Minsk           | 1 - 2       | Rosenborg              |
| Arsenal            | 4 - 0       | Oqjetpes               |
| PSV                | 3 - 1       | Lokomotiv Mosca        |

#### Partite

##### Campioni
| Arbitro: | Zuzana Valentová |

|                       |           |                |
| Fenyvesi 17’ Vágó 55’ | Marcatori | 50’ Fischerova |

| Arbitro: | Emanuela Rusta |

|                                                                                          |           |  |
| Magnúsdóttir 28’, 90+3’ Tómasdóttir 33’, 45+1’ McCarty 36’ Albertsdóttir 45’, 58’ (rig.) | Marcatori |  |

| Arbitro: | Louise Thompson |

|                                                             |           |                  |
| Ševčuk 11’ Šmatko 52’ Ovdijčuk 61’ Bojčenko 84’ Kočneva 87’ | Marcatori | 29’ Aleksandrova |

| Arbitro: | Kulmala |

|                                  |           |  |
| Shine 3’ Chinchilla 15’ Kats 43’ | Marcatori |  |

| Arbitro: | Jurgita Mačikunytė |

|  |           |             |
|  | Marcatori | 66’ Rinaldi |

| Arbitro: | Ana Maria Alexandra Terteleac |

|                                      |           |                             |
| Filipović 9’, 41’, 45’, 54’ Kusi 62’ | Marcatori | 72’ O'Gorman 89’ Ryan-Doyle |

| Arbitro: | Zulema González González |

|         |           |  |
| Boho 2’ | Marcatori |  |

| Arbitro: | Alina Peşu |

|                                   |           |  |
| Vătafu 57’ Tison 63’ Wullaert 78’ | Marcatori |  |

| Arbitro: | Frederikke Lydia Søkjær |

| |           |  |
| Caruso 3’, 12’, 76’ Rosucci 18’ Girelli 45+2’, 56’ Bonansea 51’ Zamanian 59’ Stašková 64’, 84’, 90’ Bonfantini 90+2’ | Marcatori |  |

| Arbitro: | Katalin Sipos |

|                                           |           |  |
| Kundananji 26’, 62’ Rose 77’ Chilufya 83’ | Marcatori |  |

| Arbitro: | Olivia Tschon |

|                               |           |  |
| Freda 99’ Hmírová 105’ (rig.) | Marcatori |  |

| Arbitro: | Cristina Trandafir |

|                      |           |  |
| Ayers 45’ Gibson 60’ | Marcatori |  |

| Arbitro: | Araksya Saribekyan |

|                                                                |           |                |
| Korošec 9’ Kolbl 11’ Makovec 41’, 61’ Rakovec 82’ Rozmarič 85’ | Marcatori | 45+6’ Krasnova |

| Arbitro: | Tanja Subotič |

|                                                 |           |  |
| Aninha 52’ (rig.), 55’ Valéria 69’ Nazareth 85’ | Marcatori |  |

| Arbitro: | Simona Ghisletta |

|                                           |           |  |
| Thomsen 29’, 58’ Thorsnes 76’, 88’, 90+3’ | Marcatori |  |

| Arbitro: | Ainara Andrea Acevedo Dudley |

|                                                                |           |  |
| Baxevanou 3’ Papadopoulou 17’ Mitkou 38’ Akida 51’, 89’, 90+3’ | Marcatori |  |

| Arbitro: | Ioanna Allayiotou |

|  |           |                                             |
|  | Marcatori | 21’, 45’ Jaleca 51’ Westerlund 56’ Korhonen |

| Arbitro: | Cansu Tiryaki |

|                                                                                             |           |  |
| Stolze 13’ Kalma 18’, 39’, 44’, 45+1’ Dijkstra 53’ R. Jansen 67’ de Keijzer 76’ Kaptein 84’ | Marcatori |  |

| Arbitro: | Miriama Matulová |

|                                                          |           |  |
| Nevrkla 7’ Lubina 27’ Joščak 53’ Kovačević 84’ Balić 89’ | Marcatori |  |

| Arbitro: | Jelena Međedović |

|                                                                      |           |  |
| Zver 9’ Enzinger 16’, 18’, 26’ Brunnthaler 45+3’ Mikolajová 60’, 66’ | Marcatori |  |

| Arbitro: | Tanja Račić |

|                                                     |           |               |
| Damjanović 89’ Smirnova 91’, 110’ Černomyrdina 112’ | Marcatori | 90+1’ Chivers |

##### Piazzate
| Arbitro: | Andromachi Tsiofliki |

|           |           |  |
| Billa 57’ | Marcatori |  |

| Arbitro: | Kateryna Usova |

|            |           |                   |
| Mégroz 68’ | Marcatori | 33’, 82’ Giacinti |

| Arbitro: | Alexandra Deligianni |

|         |           |                                  |
| Kuč 38’ | Marcatori | 29’ Blakstad 75’ Karlseng Utland |

| Arbitro: | Katarzyna Lisiecka-Sęk |

|                                                    |           |  |
| Iwabuchi 14’ Little 18’ (rig.) Mead 65’ Parris 75’ | Marcatori |  |

| Arbitro: | Merima Čelik |

|  |           |             |
|  | Marcatori | 32’ Nilsson |

| Arbitro: | Vera Opeykina |

|                         |           |           |
| Toletti 37’ Redondo 51’ | Marcatori | 64’ Hayes |

| Arbitro: | Sofik Torosyan |

|                                     |           |                |
| Brugts 6’ Waldus 66’ Thestrup 90+5’ | Marcatori | 4’ Belomytceva |

| Arbitro: | Viki De Cremer |

|                           |           |                        |
| Jaurena 37’ Berkely 90+4’ | Marcatori | 90+3’ (aut.) Moorhouse |

### Finali 3º posto
Le partite si disputano in gara unica il 21 agosto 2021.

#### Risultati
| Squadra 1         | Risultato             | Squadra 2              |
| Campioni          | Campioni              | Campioni               |
| ----------------- | --------------------- | ---------------------- |
| KÍ Klaksvík       | 0 - 1                 | Flora Tallinn          |
| Slovan Bratislava | 1 - 0 (dts)           | Birkirkara             |
| Breznica          | 3 - 2                 | Hayasa                 |
| SFK 2000          | 1 - 1 (dts) (4-2 dtr) | Kiryat Gat             |
| U Olimpia Cluj    | 0 - 2                 | Glentoran              |
| Dinamo-BDU Minsk  | 2 - 0                 | Swansea City           |
| Mitrovica         | 3 - 0                 | Agarista-ȘS Anenii Noi |
| Beşiktaş          | 4 - 0                 | Kamenica Sasa          |
| Peamount United   | Ann.                  | Nike Tbilisi           |
| NSA Sofia         | 2 - 1                 | Rīgas FS               |
| Piazzate          |                       |                        |
| Zurigo            | 1 - 3                 | Valur                  |
| Brøndby           | 2 - 1                 | Slovácko               |
| FK Minsk          | 3 - 2 (dts)           | Celtic                 |
| Oqjetpes          | 0 - 4                 | Lokomotiv Mosca        |

#### Partite

##### Campioni
| Arbitro: | Galiya Echeva |

|  |           |          |
|  | Marcatori | 21’ Saar |

| Arbitro: | Neslihan Muratdağı |

|                                               |                      |                         |
| Al. Spahić 10’                                | Marcatori            | 63’ Ozel                |
| Milinković Am. Spahić Kamerić Kršo Al. Spahić | Tiri di rigore 4 – 2 | Ana Rantissi Sofer Efih |

| Arbitro: | Angelika Söder |

|                             |           |                |
| I. Naydenova 48’ Yaneva 58’ | Marcatori | 72’ Poluhovica |

| Enschede 21 agosto 2021, ore 12:00 UTC+2 | Peamount United   | – Annullata referto | Nike Tbilisi | Sportcampus Diekman\| Arbitro: \| Maria Sole Caputi \| |
| Arbitro:                                 | Maria Sole Caputi |                     |              |                                                        |

| Arbitro: | Emilie Dokset |

|  |           |                          |
|  | Marcatori | 55’ Andrews 85’ McCarron |

| Arbitro: | Michaliną Diakow |

|                                         |           |                  |
| Šaranović 44’ Đurđevac 49’ Tošković 84’ | Marcatori | 26’, 65’ Yeghyan |

| Arbitro: | Frederikke Lydia Søkjær |

|                                                     |           |  |
| Uraz 57’ Karabulut 78’ İçen 88’ (rig.) Hançar 90+3’ | Marcatori |  |

| Arbitro: | Valentina Finzi |

|                |           |  |
| Hrdličková 93’ | Marcatori |  |

| Arbitro: | Marina Živković |

|                                    |           |  |
| Jenkins 3’ (aut.) Ndzana Fegue 44’ | Marcatori |  |

| Arbitro: | Kirsty Dowle |

|                            |           |  |
| Kryeziu 2’, 74’ Gjegji 21’ | Marcatori |  |

##### Piazzate
| Arbitro: | Abigail Marriott |

|             |           |                                     |
| Stierli 59’ | Marcatori | 32’ Friðriksdóttir 51’, 53’ Hintzen |

| Arbitro: | Veronika Kovářová |

|                               |           |                          |
| Kapetanovic 18’ Kuč 91’, 111’ | Marcatori | 37’ Donaldson 118’ Hayes |

| Arbitro: | Justina Lavrenovaitė-Perez |

|  |           |                                                      |
|  | Marcatori | 18’ Maškova 30’ Korovkina 54’ Kožnikova 69’ Fëdorova |

| Arbitro: | Irena Velevačkoska |

|                      |           |             |
| Persson 23’ Beck 30’ | Marcatori | 39’ Dubcová |

### Finali
Le partite si disputano in gara unica il 21 agosto 2021.

#### Risultati
| Squadra 1          | Risultato             | Squadra 2         |
| Campioni           | Campioni              | Campioni          |
| ------------------ | --------------------- | ----------------- |
| Gintra             | 1 - 8                 | Breiðablik        |
| BIIK Kazygurt      | 0 - 1                 | Glasgow City      |
| Anderlecht         | 0 - 1                 | Osijek            |
| Benfica            | 7 - 0                 | RFCU Lussemburgo  |
| Servette Chênois   | 1 - 0                 | Åland United      |
| Apollōn Lemesou    | 2 - 1                 | CSKA Mosca        |
| Vålerenga          | 2 - 0                 | PAOK              |
| St. Pölten         | 1 - 4                 | Juventus          |
| Twente             | 5 - 3 (dts)           | Spartak Subotica  |
| Žytlobud-1 Charkiv | 4 - 1                 | Pomurje           |
| Vllaznia           | 0 - 0 (dts) (3-1 dtr) | Ferencváros       |
| Piazzate           |                       |                   |
| Hoffenheim         | 2 - 0                 | Milan             |
| Bordeaux           | 3 - 1                 | Kristianstads DFF |
| Levante            | 4 - 3 (dts)           | Rosenborg         |
| Arsenal            | 3 - 1                 | PSV               |

#### Partite

##### Campioni
| Arbitro: | Eleni Antoniou |

|                         |                      |                             |
| Gjini Franja G. Berisha | Tiri di rigore 3 – 1 | Vágó Mosdóczi Pusztai Szabó |

| Arbitro: | Aleksandra Česen |

|                                              |           |  |
| Haraldsdóttir 54’ (aut.) Thorsnes 88’ (rig.) | Marcatori |  |

| Arbitro: | Henrikke Nervik |

|            |           | |
| Gibson 50’ | Marcatori | 10’, 49’ McCarty 42’, 64’, 72’ Albertsdóttir 43’ Gunnlaugsdóttir 55’ Lillýardóttir 76’ Vande Velde |

| Arbitro: | Michèle Schmölzer |

|                                                                                     |           |  |
| Amado 2’ Silva 21’, 90+4’ Nazareth 40’ (rig.), 42’ Raysla 90’ (rig.) Cameirão 90+3’ | Marcatori |  |

| Arbitro: | Ewa Augustyn |

|                                                    |           |                    |
| Sadıkoğlu 19’ Ovdijčuk 41’ Bojčenko 50’ Šmatko 57’ | Marcatori | 37’ (rig.) Korošec |

| Arbitro: | Lucie Šulcová |

|                                                    |           |                                    |
| Kalma 80’, 86’, 108’ (rig.) Stolze 84’ Jansen 117’ | Marcatori | 21’, 68’ Owusu-Ansah 73’ Filipović |

| Arbitro: | Jelena Pejković |

|              |           |  |
| Felber 45+2’ | Marcatori |  |

| Arbitro: | Reelika Turi |

|  |           |           |
|  | Marcatori | 54’ Lojna |

| Arbitro: | María Dolores Martínez Madrona |

|              |           |                                           |
| Enzinger 67’ | Marcatori | 8’, 54’ Bonansea 64’ Girelli 90+2’ Hurtig |

| Arbitro: | Sabina Bolić |

|  |           |                |
|  | Marcatori | 61’ Chinchilla |

| Arbitro: | Maria Marotta |

|                        |           |                |
| Freda 39’ Lockwood 66’ | Marcatori | 32’ Myasnikova |

##### Piazzate
| Arbitro: | Rasa Imanalijeva |

|                      |           |  |
| Brand 36’ Hartig 59’ | Marcatori |  |

| Arbitro: | Eszter Urbán |

|                                          |           |                                        |
| Baños 13’ Toletti 79’ Queiroz 105’, 109’ | Marcatori | 76’, 115’ Karlseng Utland 87’ Blakstad |

| Arbitro: | Petra Pavlíková |

|                               |           |            |
| Miedema 19’ Iwabuchi 39’, 65’ | Marcatori | 51’ Brugts |

| Arbitro: | Jelena Cvetković |

|                                    |           |              |
| Herrera 10’ Gilles 20’ Snoeijs 43’ | Marcatori | 26’ Carlsson |

## Secondo turno

### Sorteggio
Il sorteggio per il secondo turno di qualificazione si è tenuto il 22 agosto 2021. Le 24 squadre ammesse al secondo turno sono state divise in due percorsi: 14 squadre nel percorso Campioni e 10 squadre nel percorso Piazzate. In ciascuno dei due percorsi le squadre sono state suddivise in due gruppi ("teste di serie" e "non teste di serie") in base al ranking UEFA per club. Secondo la procedura per il sorteggio squadre appartenenti alla stessa federazione non possono essere sorteggiate contro, mentre la squadra estratta per prima gioca la gara d'andata in casa.
| Sparta Praga    | 35,300  | Vllaznia           | 10,800 |
| Glasgow City    | 33,600  | Vålerenga          | 9,800  |
| Twente          | 20,000  | Žytlobud-1 Charkiv | 9,100  |
| Breiðablik      | 17,000  | Servette Chênois   | 7,600  |
| Häcken          | 16,100  | HB Køge            | 6,900  |
| Juventus        | 15,200  | Osijek             | 6,400  |
| Apollōn Lemesou | 14,200  | Benfica            | 5,600  |
| Piazzate        |         |                    |        |
| Olympique Lione | 124,400 | Arsenal            | 27,700 |
| Wolfsburg       | 97,100  | Bordeaux           | 18,400 |
| Manchester City | 79,700  | Hoffenheim         | 15,100 |
| Slavia Praga    | 52,300  | Real Madrid        | 12,800 |
| Rosengård       | 49,100  | Levante            | 12,800 |

### Risultati
Le partite di andata sono state disputate il 31 agosto e 1º settembre 2021, mentre le partite di ritorno sono state disputate l'8 e 9 settembre.
| Squadra 1        | Totale          | Squadra 2          | Andata   | Ritorno     |
| Campioni         | Campioni        | Campioni           | Campioni | Campioni    |
| ---------------- | --------------- | ------------------ | -------- | ----------- |
| Sparta Praga     | 0 - 3           | HB Køge            | 0 - 1    | 0 - 2       |
| Osijek           | 1 - 4           | Breiðablik         | 1 - 1    | 0 - 3       |
| Vllaznia         | 0 - 3           | Juventus           | 0 - 2    | 0 - 1       |
| Twente           | 1 - 5           | Benfica            | 1 - 1    | 0 - 4       |
| Apollōn Lemesou  | 1 - 4           | Žytlobud-1 Charkiv | 1 - 2    | 0 - 2       |
| Servette Chênois | 3 - 2           | Glasgow City       | 1 - 1    | 2 - 1       |
| Vålerenga        | 3 - 6           | Häcken             | 1 - 3    | 2 - 3       |
| Piazzate         |                 |                    |          |             |
| Levante          | 2 - 4           | Olympique Lione    | 1 - 2    | 1 - 2       |
| Arsenal          | 7 - 0           | Slavia Praga       | 3 - 0    | 4 - 0       |
| Real Madrid      | 2 - 1           | Manchester City    | 1 - 1    | 1 - 0       |
| Wolfsburg        | 5 - 5 (3-0 dtr) | Bordeaux           | 3 - 2    | 2 - 3 (dts) |
| Rosengård        | 3 - 6           | Hoffenheim         | 0 - 3    | 3 - 3       |

#### Andata

##### Campioni
| Arbitro: | Catarina Campos |

|           |           |                           |
| Freda 29’ | Marcatori | 11’ Ovdijčuk 88’ Bojčenko |

| Arbitro: | Eleni Antoniou |

|           |           |              |
| Kalma 41’ | Marcatori | 18’ Cameirão |

| Arbitro: | Frida Nielsen |

|           |           |                  |
| Medić 31’ | Marcatori | 24’ Magnúsdóttir |

| Arbitro: | Katalin Sipos |

|  |           |            |
|  | Marcatori | 73’ Kramer |

| Arbitro: | Galiya Echeva |

|            |           |                                     |
| Madsen 83’ | Marcatori | 32’, 45’ Angeldahl 64’ Blackstenius |

| Arbitro: | Sabina Bolić |

|  |           |                        |
|  | Marcatori | 12’ Girelli 44’ Hurtig |

| Arbitro: | Iuliana Demetrescu |

|          |           |                |
| Boho 50’ | Marcatori | 66’ Chinchilla |

##### Piazzate
| Arbitro: | Marta Frias Acedo |

|  |           |                                           |
|  | Marcatori | 29’ De Caigny 71’ Wienroither 90+3’ Hagel |

| Arbitro: | Maria Marotta |

|                                         |           |  |
| Parris 2’ Little 31’ (rig.) Miedema 72’ | Marcatori |  |

| Arbitro: | Sandra Bastos |

|              |           |          |
| Robles 90+2’ | Marcatori | 47’ Weir |

| Arbitro: | Lorraine Watson |

|                                 |           |                        |
| Pajor 13’ Roord 19’ Janssen 60’ | Marcatori | 14’ Snoeijs 70’ Cardia |

| Arbitro: | Jelena Međedović |

|               |           |                        |
| Crivelari 86’ | Marcatori | 80’ Malard 84’ Morroni |

#### Ritorno

##### Campioni
| Arbitro: | Shona Shukrula |

|                |           |                      |
| Chinchilla 14’ | Marcatori | 42’ Boho 49’ Maendly |

| Arbitro: | Karoline Wacker |

|                     |           |  |
| Fløe 53’ Kramer 83’ | Marcatori |  |

| Arbitro: | Angelika Söder |

|                                           |           |                        |
| Blackstenius 39’, 52’ Rytting Kaneryd 78’ | Marcatori | 73’ Jensen 88’ Stengel |

| Arbitro: | Petra Pavlíková |

|                                |           |                       |
| Bojčenko 15’ Ovdijčuk 20’, 62’ | Marcatori | 66’ (aut.) Aleksanyan |

| Arbitro: | Abigail Marriott |

|                                              |           |  |
| Antonsdóttir 9’ Ziemer 10’ Albertsdóttir 48’ | Marcatori |  |

| Arbitro: | Eszter Urbán |

|                                  |           |  |
| Lacasse 43’, 50’, 72’ Raysla 47’ | Marcatori |  |

| Arbitro: | Henrikke Nervik |

|              |           |  |
| Stašková 34’ | Marcatori |  |

##### Piazzate
| Arbitro: | Rebecca Welch |

|                       |           |             |
| Majri 60’ Macario 63’ | Marcatori | 64’ Cometti |

| Arbitro: | Jelena Cvetković |

|                                     |           |                                       |
| Wienroither 8’ Linder 27’ Brand 67’ | Marcatori | 17’ Čanković 65’ Larsson 89’ Kullashi |

| Arbitro: | María Dolores Martinez Madrona |

|                                   |                      |                         |
| Snoeijs 36’ Gomes 67’ Cardia 119’ | Marcatori            | 25’, 102’ Pajor         |
| Périsset Bilbault Folkertsma      | Tiri di rigore 0 – 3 | Oberdorf Pajor Doorsoun |

| Arbitro: | Riem Hussein |

|  |           |             |
|  | Marcatori | 44’ Zornoza |

| Arbitro: | Reelika Turi |

|  |           |                                         |
|  | Marcatori | 60’, 70’, 72’ Miedema 76’ (rig.) Little |